# Alexander Kent (musicien)
Pour les articles homonymes, voir Kent (homonymie) et Alexander Kent.
Alexander Kent (7 janvier 1986) est le bassiste du rock américain Say Anything. 
Il a également un label, Gnome Records, et un projet solo dont quelques extraits sont disponibles sur son myspace (www.myspace.com/alexandertkent).